# 康妮·波勒斯
康妮·波勒斯（德語：Conny Pohlers，1978年11月16日—），德国女子足球运动员，场上位置是前锋。她曾代表德国参加2004年和2008年夏季奥林匹克运动会足球比赛，获得二枚铜牌。